# 羅好壩
羅好壩，又稱拉號壩（泰雅語：Lahao）或信賢堰堤，位於台灣新北市烏來區信賢里（拉號部落），即南勢溪上游，距離烏來區中心約6公里。主要功能為引水進入4.8公里隧道，與阿玉壩的水一同導入烏來發電廠，利用羅好壩與烏來電廠兩地之間約80餘公尺的落差發電。「羅好」之名來自泰雅族語「Rahau」，是「森林濃密」的意思。

## 沿革
羅好壩於1942年開工，中途於1945年停工，1947年7月復工，至1954年6月完工啟用。台電公司為配合尖峰時刻發電，1963年將堰頂加設弧形閘門。
2015年8月蘇迪勒颱風侵襲下，因淤積而停擺，惟結構整體無異常狀況，僅因颱風洪水帶來大量漂流木卡住部分水工設施。

## 設施
羅好壩為川流式混凝土重力壩，採閘門控制溢流堰方式，有4道溢洪道弧形閘門，壩長55公尺，壩高12公尺，蓄水量約為30萬立方公尺，最大引水量為21.5CMS。
| 設施名稱             | 簡介                         |
| -------------------- | ---------------------------- |
| 廠房                 | 半地下式                     |
| 設計發電水頭（公尺） | 90                           |
| 用水量（CMS）        | 21.5                         |
| 裝置容量（MW）       | 22.5                         |
| 發電機組             | 豎軸法蘭西斯式水輪發電機二部 |
| 年發電量（kWh）      | 0.8 億                       |

## 鄰近景點
- 內洞國家森林遊樂區

## 外部連結
- 經濟部水利署北區水資源局全球資訊網-羅好壩